# Kostellitz
Kostellitz, polnisch Kościeliska ist ein rund 700 Einwohner zählendes Dorf im Powiat Oleski der Woiwodschaft Oppeln in Polen. Als Schulzenamt gehört es der zweisprachigen Landgemeinde Radlau (Radłów) an.

## Geografie

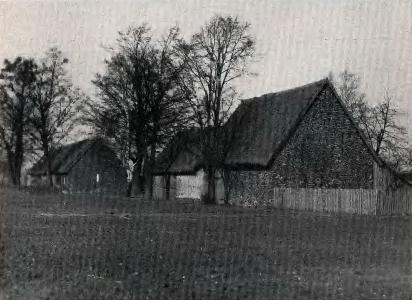
Ein Gehöft in Kostellitz um 1930

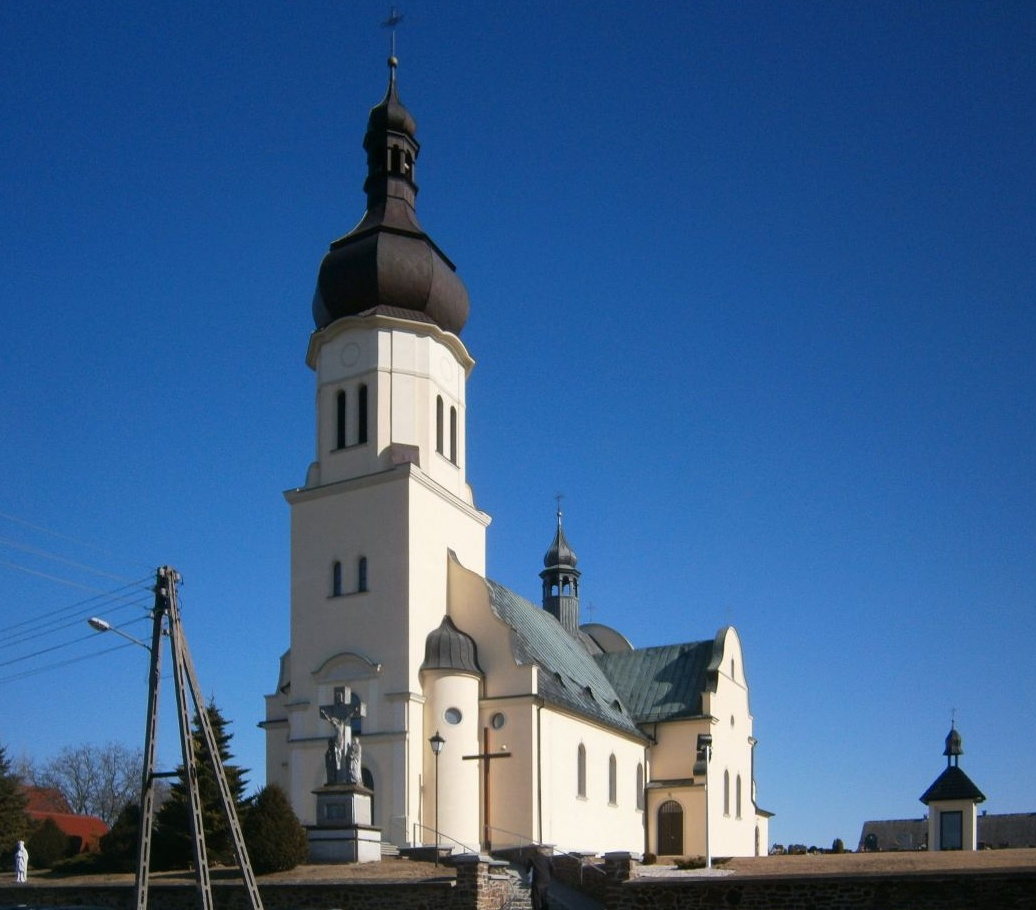
Pfarrkirche Mariä Geburt

### Geografische Lage
Das Straßendorf Kostellitz liegt im Nordosten der Woiwodschaft Oppeln, etwa 12 Kilometer nordöstlich der Kreisstadt Olesno (Rosenberg O.S.) und rund 45 km nordwestlich von Częstochowa (Tschenstochau) auf der Schlesischen Hochebene, in der historischen Region Oberschlesien.

## Geschichte
Bereits im 13. Jahrhundert erhielt das Sandstift in Breslau den Zehnten aus dem Dorf Kostellitz und seit 1394 ist das Bestehen einer eigenen Parochie mit dem Pfarrer Stencla Czambor nachgewiesen. Für das Jahr 1250 ist der Ortsname Otholici überliefert, 1372 taucht der Name Cothelicz auf.
Ursprünglich war das Dorf Teil des Herzogtums Oppeln, das 1327 sich von Polen löste, böhmisches Lehen wurde und 1532 an Habsburg fiel. 1742 wurde Kostellitz mit dem größten Teil Schlesiens preußisch und 1816 dem Landkreis Rosenberg O.S. zugeordnet. Die Landgemeinde Kostellitz gehörte dem Amtsbezirk Bischdorf an. Eine Typhusepidemie im Jahre 1847 raffte 43 Einwohner dahin. Im landwirtschaftlich geprägten Kostellitz, das 1853 in den Besitz König Friedrich Wilhelm IV. gelangte, wurde 1844 eine erste gemauerte Schule errichtet, 1924 erhielt es im Forsthaus ein erstes Telefon und 1925 elektrischen Strom.
Im Zuge der nationalsozialistischen Ortsumbenennungen wurde der Ortsname Kostellitz, der den neuen Machthabern zu slawisch klang, 1936 in Hedwigstein geändert. Am 19. Januar 1945 wurde Kostellitz von der Roten Armee erreicht und unter polnische Verwaltung gestellt, die dem Ort den Namen Kościeliska gab. 1973 wurde die Gromada Kostellitz aufgelöst und der neuen Gemeinde Radlau angeschlossen.
Da nicht alle deutschen Bewohner nach dem Zweiten Weltkrieg vertrieben wurden, konnte sich in der Gegend eine deutsche Minderheit halten. Dem polnischen Minderheitengesetz von 2005 entsprechend wurde die Gemeinde Radlau, der Kostellitz als Schulzenamt angehört, 2006 offiziell zweisprachig und führte 2007 zweisprachige Ortsbezeichnungen ein.

### Einwohnerentwicklung
Die Einwohnerzahlen von Kostellitz nach dem jeweiligen Gebietsstand (inkl. Gutsbezirk):
| Jahr | Einwohner |
| ---- | --------- |
| 1782 | 369       |
| 1844 | 779       |
| 1855 | 814       |
| 1861 | 926       |
| 1895 | 1.053     |

| Jahr | Einwohner |
| ---- | --------- |
| 1910 | 961       |
| 1925 | 1.081     |
| 1933 | 1.035     |
| 1939 | 1.499     |

## Sehenswürdigkeiten
Ältestes Gebäude in Kostellitz ist eine Holzhütte von 1780. Die historische Schrotholzkirche von 1576 wurde 1976 in das 30 Kilometer südlich gelegene Gwoździany transloziert. Die heutige Pfarrkirche Mariä Geburt wurde 1947 errichtet. Sie nahm die Ausstattung der alten Pfarrkirche, darunter ein Muttergottes-Gnadenbild aus dem 16. Jahrhundert, auf.